# Нігматулін Талгат Кадирович
Талга́т Кади́рович Нігмату́лін (5 березня 1949, м. Кизил-Кія, Ошська область, Киргизька РСР, СРСР — 11 лютого 1985, м. Вільнюс, Литовська РСР, СРСР) — радянський кіноактор, найбільш відомий за фільмами «Пірати XX століття», «Пригоди Тома Соєра і Гекльберрі Фінна» та «Вовча яма».

## Життєпис

### Дитячі роки
Талгат Кадирович Нігматулін народився 5 березня 1949 року в татарсько — узбецькій сім'ї. Згідно з найбільш поширеною версією, Талгат Нігматулін народився в місті Кизил-Кія Ошської області Киргизької РСР, проте існує версія, згідно з якою він народився в столиці Узбецької РСР місті Ташкенті, а в Кизил-Кію сім'я Нігматуліних переїхала, коли Талгату ще не виповнився рік. У всіх своїх нечисленних інтерв'ю сам Талгат Нігматулін завжди казав, що він народився у Ташкенті. Його дитячі роки минули у важких умовах. Батько Талгата був шахтарем. Він трагічно загинув, коли хлопчикові не було двох років. Талгат почав заробляти гроші ще підлітком, працюючи у різних місцях: на цукровому заводі, в шевській майстерні. Його мати була директором школи, але попри це родина жила дуже бідно. Матері складно було виховувати двох синів та доньку, тому Талгата визначили до дитячого будинку.
Ріс він замкненим, нелюдимим і сором'язливим. Здоров'я у хлопчика було слабке, у ранньому дитинстві він перехворів на рахіт. Щоб стати фізично витривалим Талгат Нігматулін почав займатися бальними танцями та легкою атлетикою, а пізніше карате. Віддушиною для відлюдкуватого Талгата були книги з великої домашньої бібліотеки Нігматуліних.

### Навчання
Інша грань творчості Нігматуліна — написані оповідання та вірші. У Ташкенті було опубліковано деякі оповідання Нігматуліна і навіть готувалася до видання перша книга прози. Саме він є автором слів відомої пісні «Русские берёзы».
Після першої невдачі Талгат не захотів їхати з Москви і вступив до училища циркового та естрадного мистецтва. Навчаючись у цирковому училищі, Талгат серйозно захопився боротьбою і навіть отримав розряд.
Незабаром його помітили на «Мосфільмі», запропонувавши у 1967 році роль білогвардійського офіцера у фільмі «Балада про комісара».
У ВДІКу Нігматулін навчався разом з іншими майбутніми зірками: Миколою Єременком-молодшим, Вадимом Спиридоновим та чотирма Наталями — Бєлохвостіковою, Гвоздіковою, Арінбасаровою та Бондарчук.

## Творчість
У 1971 році, закінчивши ВДІК, Талгат Нігматулін поїхав до Ташкента, де почав працювати актором на кіностудії «Узбекфільм». Тоді з'явилися його перші ролі у фільмах «Сьома куля» (1972), «Зустрічі та розставання» (1973), «Сказання про Сіявуша» Виробництва Таджикфільму (1976).
Мріючи стати кінорежисером Талгат Нігматулін після закінчення середньої школи намагався вступити до ВДІКу на курс Сергія Герасимова та Тамари Макарової.
Кінодраматург Одельша Агішев, прочитавши деякі його твори, порадив Талгату вступати на Вищі курси сценаристів і режисерів при Держкіно СРСР. У той рік курс набирав легендарний Вітаутас Жалакявічюс. В одному з інтерв'ю Нігматулін сказав: «Цьому чудовому режисеру я багатьом завдячую і в житті, і в творчості». У 1978 році Талгат успішно закінчив ці курси.
Якщо перші ролі Талгата Нігматуліна були невеликими і незначними, то поступово, завдяки таланту та дружбі з Миколою Єременком, у нього почали з'являтися і більш значні ролі. Наприклад, роль Салеха в першому радянському бойовику — «Пірати XX століття». На зйомки цього фільму Талгата та Миколи Єременка-молодшого запросив режисер Борис Дуров. Актори під час виконання трюків відмовилися від допомоги дублерів та каскадерів.

## Особисте життя
Під час навчання у ВДІКу Талгат Нігматулін познайомився з молодою студенткою, згодом Заслуженою артисткою Української РСР та Заслуженою артисткою Російської Федерації, Іриною Шевчук:
|                | …Ми мали великий довгий роман — майже два роки нерозлучно, а потім... ми зустрічалися і розлучалися. Він був досвідченіший за мене, а я, напевно, була занадто молоденька. У мене все було лише у мріях, у книжках. Остаточно розійшлися ще до закінчення інституту. Для мене це стало важким переживанням… |
| — Ірина Шевчук | |

### Лариса Кандалова
Після закінчення ВДІКу і повернення до Ташкенту Талгат Нігматулін одружився зі співачкою Ларисою Кандаловою, яка у свій час перебувала у складі гурту «Ялла». Вона познайомилася з Талгатом у гостях у спільних знайомих. На той момент Нігматулін знявся у фільмі «Сьома куля». 1976 року в їх сім'ї народилася донька Урсула.

### Халіма Хасанова
Халіма стала другою дружиною Талгата. Їхнє спільне життя тривало сім років. 21 жовтня 1980 року в шлюбі народився син Саїд.

### Венера Ібрагімова
На зйомках фільму «Провінційний роман» режисера Меліса Убукеєва, де 32-річний Талгат Нігматулін грав головну роль, його партнеркою на знімальному майданчику була 19-річна Венера Ібрагімова. Відразу швидкоплинний роман переріс в одруження.
Талгат схилявся перед творчістю Брюса Лі, дружину якого звали Ліндою, а Венера була затятою фанаткою зоряної пари Пола та Лінди Маккартні, тому коли в сім'ї Талгата та Венери 14 травня 1983 року народилася донька, її за взаємною згодою назвали Ліндою.

## Загибель
На початку 1980-х років Талгат Нігматулін вступив у секту, на чолі якої стояли уродженець міста Фрунзе псевдовчений Абай Борубаєв та народний «цілитель» із каракалпакської столиці Нукуса, екстрасенс Мірза Кимбатбаєв. До секти входили журналісти, письменники, художники. Сектанти сповідували вчення під назвою «Четвертий шлях», що було сумішшю дзен-буддизму та езотерики. Для близьких людей так і залишилося загадкою, що шукала самодостатня людина у «духовних братів». Ймовірно, властиве Талгату прагнення до незвіданого і привело його до секти Борубаєва.
1984 року Нігматулін знайшов гроші на режисерський дебют — десятихвилинний фільм «Луна», в якому він зняв Борубаєва та Кімбатбаєва. Картину прийняли досить спокійно, вихваляли операторську роботу, режисерське бачення, але Нігматулін залишився розчарований такою реакцією.
На початку лютого 1985 року в «школі» Борубаєва та Кимбатбаєва стався розкол: кілька учнів із Вільнюса вирішили порвати стосунки із сектою. Для з'ясування ситуації на місце виїхав сам Борубаєв. Він вирішив запросити до себе Нігматуліна, щоб той «вибив» гроші з непокірних, але Нігматулін відмовився брати участь у рекеті.
У ніч з 10 на 11 лютого 1985 року в центрі Вільнюса в будинку № 49 по вулиці Леніна п'ятеро сектантів з особливою жорстокістю побили руками і ногами Талгата, який не опирався. У побитті, яке тривало близько 8 години, брали участь Абай Борубаєв, Григорій Бушмакін, Мірза Кимбатбаєв, Володимир Пєстрєцов та Ігор Сєдов. До полудня 11 лютого 1985 року настала смерть Нігматуліна від несумісних із життям ушкоджень внутрішніх органів.
Тіло Нігматуліна було знайдено у ванній кімнаті, на ньому було виявлено 119 травм. Оскільки тіло було сильно понівечене, дружина Венера вирішила його кремувати. Кремацію провели у Каунасі. Прах Нігматуліна був похований у Ташкенті на цвинтарі «Чілонзор Ота».
Верховний суд Литовської РСР засудив: Абая Борубаєва — до 15 років позбавлення волі з відбуванням перших 10 років у в'язниці, а решту 5 років — у виправно-трудовій колонії посиленого режиму з наступним посиланням на 5 років з конфіскацією майна; Мірзу Кимбатбаєва — до 12 років позбавлення волі у виправно-трудовій колонії посиленого режиму з наступним посиланням на 3 роки з конфіскацією майна; Пестрецова — до 13 років позбавлення волі з відбуванням у виправно-трудовій колонії посиленого режиму; Сєдова — до 10 років позбавлення волі з відбуванням у виправно-трудовій колонії посиленого режиму; Бушмакіну, що збожеволів у ході слідства та судового розгляду, призначили примусові заходи медичного характеру з утриманням у психіатричній лікарні спеціального режиму до результату хвороби.
Згідно з даними з архівів колишніх Верховного Суду СРСР та ГУІТУ МВС СРСР, Абай Борубаєв помер у 1988 році від туберкульозу під час відбування тюремного ув'язнення. Мірза Кимбатбаєв, повністю відбувши свій термін, вийшов на волю і знову зайнявся цілительством та проповідуванням свого вчення, помер у 2006 році від цирозу печінки.

## Ушанування пам'яті
2000 року одній з вулиць Кизил-Кия, де народився актор, було присвоєно ім'я Талгата Нігматуліна.
«Талгат Нігматулін: загибель суперзірки» — випуск № 48 від 25 травня 2007 року документальної телепередачі «Слідство вели...», присвячений смерті та життєпису актора.
До вас прийшов ангел (2004 ) — художній фільм режисера Миколи Глинського, присвячений акторові Талгату Нігматуліну.

## Фільмографія
| Рік  |   | Назва                                                 | Роль                                                           |    |
| ---- | - | ----------------------------------------------------- | -------------------------------------------------------------- | -- |
| 1967 | ф | Балада про комісара                                   | білогвардійський офіцер                                        | ру |
| 1969 | ф | Її ім'я — Весна                                       | Пулат Садиков                                                  | ру |
| 1971 | ф | Ніч на 14-й паралелі                                  | Сітонг                                                         | ру |
| 1972 | ф | Сьома куля                                            | Ісмаїл                                                         | ру |
| 1972 | ф | У чорних пісках                                       | Таган                                                          | ру |
| 1973 | ф | Зустрічі та розставання                               | Рустам, вертольотчик                                           | ру |
| 1975 | ф | Господар води                                         | Нігмат                                                         | ру |
| 1976 | ф | Сказання про Сіявуша                                  | Тулан                                                          | ру |
| 1977 | ф | Озброєний і дуже небезпечний                          | Джойс, слуга Д. Дамфі                                          | ру |
| 1979 | ф | Пірати XX століття                                    | пірат Салех                                                    | ру |
| 1979 | ф | Сіре дихання дракона / Des Drachens grauer Atem (НДР) | Синкат                                                         | ру |
| 1980 | ф | Які наші роки!                                        | Толік Кучкаров                                                 | ру |
| 1981 | ф | Право на постріл                                      | Сіндо, капітан шхуни «Кійосі» (озвучував Микола Єременко-мол.) | ру |
| 1981 | ф | Пригоди Тома Соєра і Гекльберрі Фінна                 | індіанець Джо (озвучував Микола Караченцов)                    | ру |
| 1981 | ф | Провінційний роман                                    | Назар Муратов                                                  | ру |
| 1982 | ф | Час зимових туманів                                   | Джамал                                                         | ру |
| 1982 | ф | Державний кордон. Фільм 3-й: Східний рубіж            | «Веселий»                                                      | ру |
| 1982 | ф | У кромки поля                                         | Аскар Темиров                                                  | ру |
| 1982 | ф | Повідомляє Соня… / Sonjas Rapport (НДР)               | Фенг                                                           | ру |
| 1982 | ф | Наказ: перейти кордон                                 | японський смертник                                             | ру |
| 1983 | ф | Вовча яма                                             | Самат                                                          | ру |
| 1984 | ф | Один і без зброї                                      | «Хан»                                                          | ру |
| 1985 | ф | Протистояння                                          | Уразбаєв, капітан карного розшуку в Коканді                    | ру |
| 1985 | ф | Життя і безсмертя Сергія Лазо                         | капітан-лейтенант Мацумі                                       | ру |